# Сахаров Олександр Семенович
Олександр Семенович Сахаров (справжнє прізвище Цукерман, 13 травня 1886, Маріуполь, Російська імперія - 23 вересня 1963, Сієна, Італія) - танцівник, хореограф, художник і педагог.

## Життєпис
Народився 13 травня 1886 року в сім'ї комерсанта Семмена Цукермана і Марії Полянської.
У 1898 р. переїхав у Петербург. Навчався в Імператорська академія мистецтв, переїхав у Париж в 1903 р., де почав навчатися живопису у Академії Жюліана. Деякий час був асистентом актриси Сари Бернар. У 1904 р. переїхав у Мюнхен, де почав займатися на курсах танець і акробатика. У Мюнхені познайомився з російськими художниками, товаришував з Моісеєм Коганом, Маріанною Верьовкіною, Олексієм Явленським, Могилевським. У 1909 р. вступив в «Нове Мюнхенське художнє об'єднання», в той час почалась його багаторічна  дружба з художником Василь Кандинський.
Сахаров став першим чоловіком - представником вільного танцю у Європа. У 1910 р. він вперше показав свій танок, поставлений на тему міфологічних сюжетів і картин епохи Ренесанс. У 1913 р. у співавторстві з Кандинським створив авангардну сценічну композицію на музику Гартман — «Жовтий звук».
Разом з партнеркою, а з 1919 р. і дружиною Клотильдою фон Дерп, він створив форму танку, яку назвав «абстрактна пантоміма». Його танок був насичений тонкою жеманністю, сам розробляв дизайн костюмів. У 1922 р. після дебюту в Лондон до нього прийшла справжня слава.
У 1940 р. боячись переслідування нацистів, як єврея, Сахаров разом з дружиною відплив з Іспанії до Південна Америка в Буенос-Айрес, де прожив до 1949 р.
Повернувшись до Європи, він поселився в Італії, де спочатку викладав у Сієна, у 1952 р. відкрив власну танцювальну школу у римському Палаццо Доріа. Був організатором міжнародного балетного конкурса у Сієна.
У 1953 р. останній раз вийшов на сцену в Парижі. У 1955 р. провів персональну виставку в римській галереї delle Carrozze.
Похований у Рим на некатоличному кладовищі Тестаччо.
У  1965 р.у музеї Парижскої Опери пройшла меморіальна виставка, присвячена танцюристу. Частина архіву Сахарова зберігається у бібліотеці Гарвардського університету, частина придбана Німецьким музеєм танцю (Кельн).